# ری جون ایل
ری جون ایل (کره‌ای: 리준일؛ زادهٔ ۲۴ اوت ۱۹۸۷) یک بازیکن فوتبال اهل کره شمالی است.

ری از سال 2008 در تیم ملی حضور دارد و 36 بازی ملی انجام داده و گلی به ثمر نرسانده است.  او همچنین بخشی از دفاع کره ای است که به جام جهانی فوتبال 2010 آفریقای جنوبی راه یافت.  او بخشی جدایی ناپذیر از تیم کره شمالی بود که به جام جهانی فوتبال 2010 آفریقای جنوبی راه یافت.
وی همچنین در تیم ملی فوتبال کره شمالی بازی کرده‌است.